# Rupert Mayer
Rupert Mayer (Stuttgart, 23 de enero de 1876–Múnich, 1 de noviembre de 1945), fue un sacerdote jesuita alemán y figura destacada de la resistencia católica contra el nazismo en Múnich. En 1987 fue beatificado por el papa san Juan Pablo II.

## Historia
Rupert Mayer nació y creció en Stuttgart, Alemania. Su familia se dedicaba a los negocios. Se trataba de una familia católica y devota. Tuvo un hermano, Egon, y cuatro hermanas, Germana, Inés, Hildegarda y Valeria. Germana se hizo religiosa y Egon terciario franciscano.
Desde niño quiso ser sacerdote. Hizo su primera comunión el 13 de abril de 1890.
Comenzó sus estudios de filosofía en la Universidad Católica de Friburgo de Suiza. Posteriormente, realizó cursos en Múnich y Tubinga. En 1894 ya había realizado los primeros ejercicios con los jesuitas. Terminó sus estudios de filosofía y teología en Rottenburg. Era un violinista muy talentoso y un caballista avezado en su juventud. Practicaba el deporte y le gustaba sobre todo la natación. Era miembro de la asociación católica «Teutonia».
Ingresó en el seminario en 1898 en Rottenburg. En septiembre de 1898 se ordenó de menores; el 25 enero del año siguiente obtuvo el subdiaconado y el 5 de marzo recibió el sacramento del orden como diácono. El 2 de mayo de 1899 fue ordenado sacerdote por el obispo Kepler, amigo de la familia Mayer desde sus tiempos de párroco en Candstad. Celebró su primera misa en la Iglesia de San Eberhard de Suttgart el 4 de mayo.
El 10 de junio fue destinado como vicario parroquial a Spaichingen, a cargo del sacerdote Munz, con quien mantuvo una excelente amistad. Como la iglesia estaba en construcción, Munz atendía a los feligreses en una sala cedida por el Ayuntamiento y, por encargo de este, Rupert se encargaba de la iglesia filial de Hofen. Visitaba los feligreses que vivían lejos de los núcleos de población y mantuvo una magnífica relación con ellos, hasta el punto de que con posterioridad algunos fueron a Múnich a visitarle.
Quería ser jesuita, porque consideraba que era la orden que mejor formaba a sus miembros. Lo consultó con el obispo Kepler, que le dio su autorización. Como consecuencia de la persecución sufrida en Alemania, los jesuitas habían instalado su noviciado en Feldkirch, Austria. Entró en el noviciado de la Compañía de Jesús el 1 de octubre de 1900 Su profesor fue el sacerdote Müller, por el que tuvo una gran admiración.
El segundo año de su noviciado fue a Valkenburg, Países Bajos, para repasar teología. Por el camino fue a Stuttgart, donde visitó a su familia. Hizo sus votos el 2 de octubre de 1902 en Valkenburg. Luego se trasladó a Wijnandsrade, Países Bajos, para la tercera probación. Participó en numerosas misiones populares bajo la dirección del sacerdote Archembrener. Entre 1906 y 1908 volvió a Valkenburg y, desde 1908 a 1911 estuvo destinado en una casa de ejercicios en Voralberg, Austria, desde donde viajó por motivos apostólicos a Westfalia y Baden.
El cardenal Bettinger le pidió ayuda a la Compañía de Jesús para la atención religiosa de la multitud que se había desplazado a vivir del campo a la ciudad. Por esto, el provincial le dijo a Rupert Mayer que se dirigiese a Múnich. Era muy popular por la calidad de sus sermones. De él surgió la idea pastoral de celebrar misas las noches del domingo en la Estación Central de Múnich, para facilitar la asistencia a misa a los que aprovechaban el día festivo para hacer excursiones por Baviera. También organizó una congregación mariana para que formasen parte de ella hombres de todas las clases sociales. Los reunía dos veces por semana y les daba dirección espiritual. Llegó a tener 7000 miembros en 53 grupos.

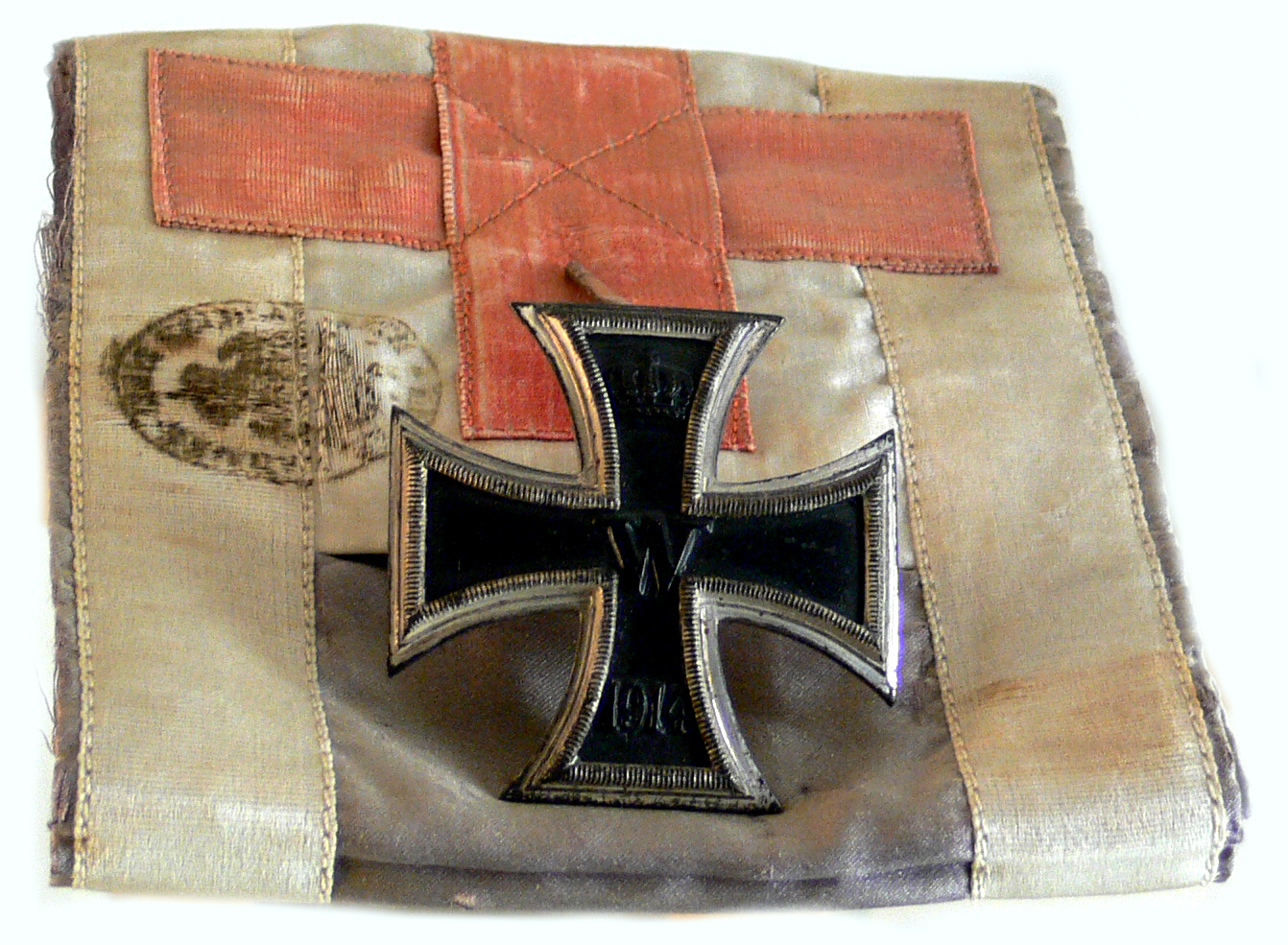
Cruz de Hierro del P. Rupert Mayer, exhibida en el Bürgersaalkirche de Múnich

Al comienzo de la Primera Guerra Mundial, Baviera se sumó a la guerra para apoyar a Alemania, que consideraban un pueblo hermano. Aunque Rupert Mayer se encontraba exiliado de Alemania por ser jesuita, no dudó un instante en que su deber era estar al lado de los alemanes. Se alistó voluntariamente como capellán. Fue asignado inicialmente a un hospital militar, sin embargo, él deseaba estar cerca de los soldados y, con el grado de capitán, fue enviado a los frentes de Francia, Polonia y Rumania como capellán de una división militar, en la que la labor de Mayer le ganó la más alta consideración tanto de los soldados católicos, como de los no católicos. Atendió tanto a católicos como a protestantes. A veces salía de las trincheras en los combates para intentar rescatar a algún herido. Atendía a los enfermos en los hospitales de campaña. Mayer compartió la vida de los soldados, escuchándolos y administrándoles los sacramentos. Él solía decir «mi vida está en las manos de Dios». En diciembre de 1915 el padre Mayer fue el primer capellán en obtener la Cruz de Hierro de Primera Clase por su valentía y en reconocimiento a su labor con los soldados en las trincheras con el 8º Regimiento de Reserva de Baviera. En diciembre de 1916 perdió la pierna derecha por una granada. Fue a la retaguardia para reponerse y luego regresó.
A partir de 1921 es nombrado líder de la Comunidad de Vida Cristiana de Múnich.

## Protestas contra los nazis
Convencido de que el Partido Nacionalsocialista no era cristiano, en 1923 Rupert Mayer se presentó en la famosa cervecería muniquesa Bürgerbraü para participar en un debate titulado «¿Puede un católico ser nacional-socialista?». Como era un hombre muy popular, antes de hablar fue recibido con aplausos. En su debate argumentó que un católico no podía ser nacional-socialista. Se produjo un revuelo y una mujer le acusó de ser "amigo de los judíos". Las SA intervinieron para calmar el revuelo. Su oposición al nazismo era conocida, hasta el punto de que algunos le culparon de la derrota en las elecciones de 1932. Entonces empezó a notar hostilidad contra él en las calles.
La situación de la Iglesia en el nazismo empezó a ser tensa, por lo que el papa Pío XI publicó la encíclica "Con viva preocupación" el 14 de mayo de 1937. Mayer criticó los incumplimientos del Concordato de 1933 y la represión a los que participaban en algunas actividades católicas.
Como los medios de comunicación estaban controlados por los nazis, en un sermón de 1937 dijo:

No creáis nada de lo que dice la prensa en cuestiones ético-morales. No oigáis nada de lo que afirman sus propagandas. Tenemos pruebas que nos bastan para quitarnos toda la fe en la actual prensa alemana.

Aunque había sido aficionado a las fiestas populares, dejó de asistir cuando se convirtieron demostraciones del poder nacional-socialista.
También dejó de participar en los plebiscitos cuando eran aprobados por los nazis con un 100 por 100 de votos y abandonó las tertulias cuando las disidencias terminaban en tumultos y palizas.

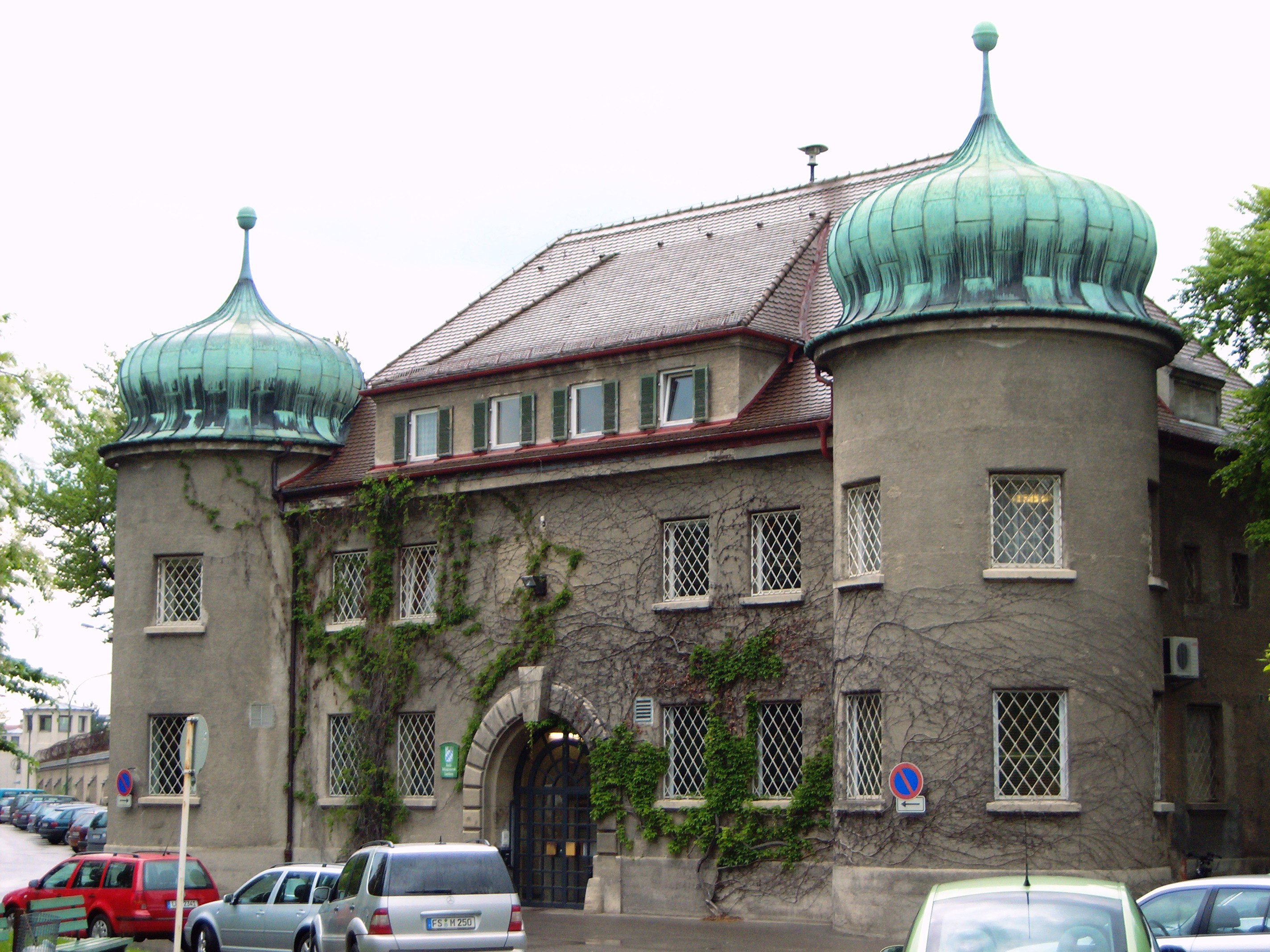
La prisión de Landsberg

El 5 de enero de 1938 fue recluido en la Prisión de Landsberg. Fue liberado por una amnistía general concedida tras la anexión de Austria el 3 de mayo de 1938.
Hizo profesión solemne de sus votos el 15 de septiembre de 1938.
En septiembre de 1939 comenzó la Segunda Guerra Mundial. Fue detenido de nuevo el 3 de noviembre de 1939 y se le pidió que revelase el nombre y las confidencias de disidentes políticos y él se negó.
El 23 de diciembre de 1939 fue llevado al campo de concentración de Oraniemburg-Sachsenhausen.
Las condiciones del campo eran más duras que en una cárcel y, probablemente porque las autoridades alemanas no querían convertirlo en un mártir, lo trasladaron a la benedictina de Ettal, donde permaneció incomunicado, salvo algunas visitas de la familia más cercana. Estuvo allí hasta que fue liberado por los estadounidenses el 11 de mayo de 1945.
Un oficial estadounidense le devolvió a Múnich donde la multitud le dio una bienvenida de héroe.
La ciudad de Múnich se encontraba arrasada por los bombardeos y Rupert Mayer ayudó en la asistencia de los heridos.
El padre Rupert Mayer murió mientras cumplía con su deber, el 1 de noviembre de 1945, de un infarto cerebral durante la celebración de la misa del Día de Todos los Santos a las 8:00 de la mañana, en la parroquia de San Miguel en Múnich, frente a los feligreses. Sus últimas palabras fueron: «el Señor, el Señor, el Señor».
Acompañado por miles de dolientes el padre Mayer fue enterrado en el cementerio jesuita de Pullach. Su sepulcro era visitado por multitud de peregrinos. Sus restos fueron trasladados a Múnich en 1948 y enterrados de nuevo en la cripta de la iglesia de la Bürgersaalkirche, a donde han seguido llegando peregrinos y donde goza de fama de santidad.

## Posteridad
En una homilía en Múnich el 19 de noviembre de 1980 san Juan Pablo II dijo:

Finalmente quisiera mencionar a un hombre que alguno de vosotros o de vuestros padres habrán conocido personalmente. Me refiero al jesuita Rupert Mayer, cuya tumba, situada en el centró de Múnich, en la cripta del Bürgersaal, es visitada diariamente por cientos de personas que se detienen a dirigirle una breve plegaria. Sin preocuparse de las consecuencias de una grave herida recibida durante la Primera Guerra Mundial en el servicio de su ministerio, se comprometió abierta e intrépidamente, en una época difícil, en la defensa de los derechos de la Iglesia y de la libertad, a consecuencia de lo cual hubo de sufrir el rigor del campo de concentración y del destierro.

El 14 de mayo de 1983 la Santa Sede reconoció sus virtudes heroicas.
El 3 de mayo de 1987 fue beatificado por san Juan Pablo II en una ceremonia en el Estadio Olímpico de Múnich. El papa dijo:

Queridos hermanos y hermanas:
Nuestro nuevo Beato, el padre Rupert Mayer, fue durante veinticuatro años presidente de la Congregación Mariana de hombres de Múnich. El honor que le hemos tributado en esta celebración alcanza, pues, también de forma singular a la Virgen María. De acuerdo con las finalidades religiosas de esta Asociación, era competencia suya ayudar a los miembros de la misma a vivir conscientemente la fe en la vida cotidiana sobre la base de una actitud mariana fundamental.
Al finalizar esta solemnísima celebración eucarística, escuchemos lo que nos dice el padre Rupert Mayer sobre María: "(María) fue portadora de Cristo; también nosotros lo somos después de la santa comunión. Desearía que muchos días rumiáramos en nuestros corazones la siguiente idea: Deseo vivir el día también hoy como lo vivió la Virgen, en íntima comunión vital con Cristo. No basta que Cristo viniera un día a la tierra y que vaya a volver el día del juicio final. Es necesario que tome posesión de nuestro propio corazón".
Nuestra devoción a la Virgen debe consistir, pues, sobre todo en la imitación de sus virtudes, su bondad, su unión con Cristo, su amor a Dios y a los semejantes. El Año Mariano que vamos a comenzar próximamente quiere ser también una invitación a ello. Deseamos, por tanto, dirigirnos a María durante este año de gracia, siguiendo el ejemplo y por intercesión del padre Rupert Mayer; Ella nos llevará a una comunión vital con Cristo cada vez más intensa.
Alabemos ahora a María, la Madre de Nuestro Salvador y Madre nuestra, recitando el himno mariano del tiempo pascual: "Regina coeli..."